# Hans Heinz Holz

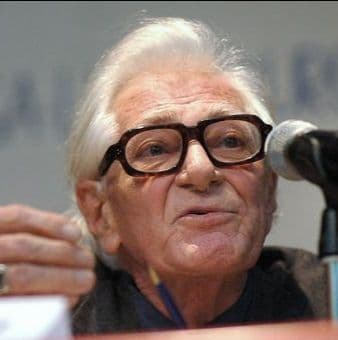
Hans Heinz Holz

Hans Heinz Holz (Frankfurt am Main, 26 februari 1927 – Sant'Abbondio, 11 december 2011) was een Duitse marxistische filosoof.
Tijdens de Tweede Wereldoorlog maakte Holz deel uit van het Duitse verzet en op 17-jarige leeftijd werd hij door de Gestapo opgepakt. In gevangenschap raakte hij bevriend met een communistische arbeider, waardoor hij voor het eerst kennismaakte met het marxisme.
Na de oorlog studeerde hij filosofie. Als gevolg van de academische machinaties van een politieke tegenstander en filosofische rivaal (de oud-nazi Gottfried Martin, eveneens Leibniz-kenner) werd zijn dissertatie als 'onvoldoende' beoordeeld. Daarna zocht Holz het aanvankelijk in de freelance journalistiek; ook was hij redacteur bij de Hessischer Rundfunk. Ondertussen studeerde hij bij Ernst Bloch bij wie hij dan summa cum laude promoveerde.
Van 1971 tot 1978 was hij hoogleraar filosofie aan de universiteit van Marburg, en van 1978 tot 1993 aan de Rijksuniversiteit Groningen. In de jaren '90 kwam Sahra Wagenknecht speciaal naar Groningen om bij Holz te studeren. 

De filosoof en bestuurder Leo Fretz was een van zijn promovendi. 
Holz was altijd een onafhankelijk marxist maar na de Val van de Berlijnse Muur sloot hij zich aan bij de Deutsche Kommunistische Partei.
Hij overleed op 84-jarige leeftijd in zijn woning in Zwitserland.